# Nikolaï Kovalenko
Pour les articles homonymes, voir Kovalenko.
Nikolaï Andreïevitch Kovalenko - en russe : Николай Андреевич Коваленко - (né le 17 octobre 1999 à Raleigh dans l'État de la Caroline du Nord aux États-Unis) est un joueur professionnel russe de hockey sur glace. Il évolue au poste d'attaquant.

## Biographie
Nikolaï Kovalenko est le fils du joueur Andreï Kovalenko.

### Carrière en club
Formé au HK CSKA Moscou, il rejoint les équipes de jeunes du Lokomotiv Iaroslavl. Le 27 février 2018, il joue son premier match avec le Lokomotiv dans la Ligue continentale de hockey. Lors du repêchage d'entrée dans la LNH 2018, il est choisi au sixième tour, à la cent-soixante-et-onzième position au total par l'Avalanche du Colorado. En mars 2024, à l'issue de sa deuxième saison avec le Torpedo Nijni Novgorod, il part en Amérique du Nord. Il est assigné aux Eagles du Colorado, club-école de l'Avalanche dans la Ligue américaine de hockey. Le 28 avril 2024, il joue son premier match dans la Ligue nationale de hockey avec l'Avalanche du Colorado face aux Jets de Winnipeg lors d'un match des séries éliminatoires de la Coupe Stanley. Le 18 octobre 2024, il enregistre son premier point dans la LNH, une assistance face aux Ducks d'Anaheim. Le 27 octobre 2024, il marque son premier but dans la LNH face aux Sénateurs d'Ottawa. Le 9 décembre 2024, il est échangé avec le gardien Aleksandr Gueorguiev, un choix de deuxième tour au repêchage d'entrée dans la LNH 2026, et un choix conditionnel de cinquième tour au repêchage d'entrée 2025 aux Sharks de San José en retour de Mackenzie Blackwood, Givani Smith et un choix de cinquième tour en 2027.

### Carrière internationale
Il représente la Russie au niveau international. Il prend part aux sélections jeunes.

## Statistiques

### En club
| Saison    | Équipe                 | Ligue |    | Saison régulière | Saison régulière | Saison régulière | Saison régulière | Saison régulière |   | Séries éliminatoires | Séries éliminatoires | Séries éliminatoires | Séries éliminatoires | Séries éliminatoires |
| Saison    | Équipe                 | Ligue | PJ | B                | A                | Pts              | Pun              | PJ               | B | A                    | Pts                  | Pun                  |                      |                      |
| 2015-2016 | Loko                   | MHL   | 4  | 4                | 1                | 5                | 0                | -                | - | -                    | -                    | -                    |                      |                      |
| 2015-2016 | Loko-Iounior           | NMHL  | 17 | 6                | 12               | 18               | 8                | -                | - | -                    | -                    | -                    |                      |                      |
| 2016-2017 | Loko                   | MHL   | 35 | 3                | 11               | 14               | 35               | 3                | 0 | 1                    | 1                    | 12                   |                      |                      |
| 2016-2017 | Loko-Iounior           | NMHL  | 2  | 5                | 3                | 8                | 0                | 9                | 1 | 5                    | 6                    | 6                    |                      |                      |
| 2017-2018 | Loko                   | MHL   | 33 | 10               | 21               | 31               | 34               | 13               | 1 | 11                   | 12                   | 22                   |                      |                      |
| 2017-2018 | Loko-Iounior           | NMHL  | 2  | 1                | 1                | 2                | 0                | -                | - | -                    | -                    | -                    |                      |                      |
| 2017-2018 | Lokomotiv Iaroslavl    | KHL   | 2  | 0                | 0                | 0                | 0                | 4                | 0 | 0                    | 0                    | 7                    |                      |                      |
| 2018-2019 | Loko                   | MHL   | -  | -                | -                | -                | -                | 11               | 3 | 6                    | 9                    | 8                    |                      |                      |
| 2018-2019 | Lokomotiv Iaroslavl    | KHL   | 33 | 5                | 1                | 6                | 14               | 7                | 0 | 2                    | 2                    | 2                    |                      |                      |
| 2019-2020 | Lokomotiv Iaroslavl    | KHL   | 54 | 10               | 11               | 21               | 26               | 6                | 0 | 0                    | 0                    | 0                    |                      |                      |
| 2020-2021 | Lokomotiv Iaroslavl    | KHL   | 41 | 6                | 5                | 11               | 12               | 9                | 0 | 1                    | 1                    | 4                    |                      |                      |
| 2021-2022 | Ak Bars Kazan          | KHL   | 29 | 6                | 8                | 14               | 12               | 6                | 0 | 1                    | 1                    | 2                    |                      |                      |
| 2022-2023 | Torpedo Nijni Novgorod | KHL   | 56 | 21               | 33               | 54               | 36               | 10               | 3 | 4                    | 7                    | 8                    |                      |                      |
| 2023-2024 | Torpedo Nijni Novgorod | KHL   | 42 | 11               | 24               | 35               | 30               | 5                | 0 | 4                    | 4                    | 10                   |                      |                      |
| 2023-2024 | Eagles du Colorado     | LAH   | 4  | 1                | 2                | 3                | 2                | 2                | 1 | 0                    | 1                    | 4                    |                      |                      |
| 2023-2024 | Avalanche du Colorado  | LNH   | -  | -                | -                | -                | -                | 2                | 0 | 0                    | 0                    | 0                    |                      |                      |
| 2024-2025 | Avalanche du Colorado  | LNH   | 28 | 4                | 4                | 8                | 10               | -                | - | -                    | -                    | -                    |                      |                      |
| 2024-2025 | Sharks de San José     | LNH   | 29 | 3                | 9                | 12               | 6                | -                | - | -                    | -                    | -                    |                      |                      |

### En équipe nationale
| Année | Compétition                 |   | PJ | B | A | Pts | Pun | +/-                |  | Résultat |
| 2019  | Championnat du monde junior | 6 | 1  | 2 | 3 | 12  | +3  | Médaille de bronze |  |          |